# Martin Rittsel
Martin Rittsel (Växjö, 28 de marzo de 1971) es un exciclista sueco, profesional de 1998 a 2003.

## Palmarés
| 1994 - 1 etapa del Cinturón a Mallorca - Vuelta a Castellón 1995 - 1 etapa de la Carrera de la Paz - Vuelta a Castellón - 2.º en el Campeonato de Suecia de contrarreloj 1996 - 1 etapa de la Settimana Coppi e Bartali - 3.º en el Campeonato de Suecia de contrarreloj 1997 - Cinturón a Mallorca, más 1 etapa 1998 - Campeonato de Suecia en Ruta | 1999 - 1 etapa de la Vuelta a Sajonia - 1 etapa de la Vuelta a Baviera - Vuelta a Argentina - 2.º en el Campeonato de Suecia en Ruta 2000 - Cuatro Días de Dunkerque - 3.º en el Campeonato de Suecia de contrarreloj 2002 - 2.º en el Campeonato de Suecia en Ruta - 3.º en el Campeonato de Suecia de contrarreloj |

## Resultados en las grandes vueltas
| Carrera         | 1998 | 1999 | 2000  | 2001 | 2002 | 2003 |
| --------------- | ---- | ---- | ----- | ---- | ---- | ---- |
| Giro de Italia  | -    | -    | -     | -    | -    | -    |
| Tour de Francia | -    | -    | 108.º | -    | -    | -    |
| Vuelta a España | Ab.  | -    | -     | -    | -    | -    |
| Mundial en Ruta | -    | -    | -     | -    | -    | -    |

-: no participa

Ab.: abandono